# I Herrens namn far jag åstad
 I Herrens namn far jag åstad är en psalm inför en förestående resa av Hans Christensen Sthen, skriven 1578. En svensk översättning gjordes 1620. Psalmen ingår förmodligen i 1816 års psalmboksförslag, där Johan Hjertén har bearbetat och diktat tre nya verser till Christenssons vers, som är nummer fyra. 
Psalmen inleds 1819 med orden:
I Herrens namn far jag åstad
Och är i Gudi trygg och glad,
Är jag på vatten eller land,
Betror jag mig uti hans hand.
Melodin i 1819 års psalmbok, är en bearbetning av melodin till psalm nr 136, "Det gamla år förgånget är" i 1697 års koralbok. Det anges att psalmen är av okänt ursprung, förmodligen svensk.

1937 sjunges psalmen till melodin Gud har av sin barmhärtighet nr 220 i 1697 års koralbok. Den är en för-reformatorisk, mixo-lydisk melodi och förekommer som sådan i Etlich Christlich Lieder, Wittenberg, 1524.
|  |
|  |

## Publicerad i
- 1819 års psalmbok som nr 370 under rubriken "Resande till lands och vatten".
- 1937 års psalmbok som nr 503 under rubriken "Vid resa".